# Red Hand Defenders
Red Hand Defenders (RHD) är en nordirländsk paramilitär organisation. Dess mål är att brittisk lag ska behållas i Nordirland. RHD bildades efter att långfredagsavtalet slöts 1998, huvudsakligen av medlemmar ur Ulster Defence Association (UDA) och Loyalist Volunteer Force (LVF). Gruppen använder sig av våld för att nå sina mål och aktionerna riktar sig i huvudsak mot katoliker. 
Såväl Red Hand Defenders som Ulster Defense Association och Loyalist Volunteer Force är stämplade som terroristgrupper av EU.